# Phyllachora menispermi
Phyllachora menispermi är en svampart som beskrevs av Speg. 1888. Phyllachora menispermi ingår i släktet Phyllachora och familjen Phyllachoraceae.   Inga underarter finns listade i Catalogue of Life.